# Castropodame
Castropodame és un municipi de la província de Lleó, a la comunitat autònoma de Castella i Lleó.

## Localitats
- Castropodame
- Calamocos
- Matachana
- San Pedro Castañero
- Turienzo Castañero
- Viloria
- Villaverde de los Cestos

## Demografia
| 1991 | 1996 | 2001 | 2004 |
| ---- | ---- | ---- | ---- |
| 1933 | 1873 | 1841 | 1854 |

## Administració
El consistori actual està governat pel PSOE (4 regidors) en coalició amb el Partit del Bierzo (un regidor), de manera que el regidor d'aquest partit, Ángel Barredo, és el tinent d'alcalde; l'oposició està formada pel PP (3 regidors) i el MASS (un regidor).